# Distrito de Buyende
El distrito de Buyende es uno de los ciento once distritos que dan origen a la actual organización territorial de la República de Uganda. Su ciudad capital es la ciudad de Buyende.

## Localización
Buyende limita con los siguientes distritos Amolatar por el noroeste, Kaberamaido por el norte, Serere por el noreste, distrito de Kaliro por el este, Luuka por el sureste, Kamuli por el sur y con el distrito de Kayunga por el oeste.

## Población
El distrito de Buyende cuenta con una población total de 323 067 habitantes según las cifras suministradas por el censo poblacional llevado a cabo durante el año 2014 en Uganda.